# Ulochaetes leoninus
Ulochaetes leoninus is een keversoort uit de familie boktorren (Cerambycidae). De wetenschappelijke naam van de soort is voor het eerst geldig gepubliceerd in 1854 door LeConte.